# GOLDEN☆BEST よしだたくろう ひきがたり
『GOLDEN☆BEST よしだたくろう ひきがたり』（ゴールデンベスト よしだたくろう ひきがたり）は、よしだたくろうのベスト・アルバム。2002年6月19日にソニー・ミュージックハウスから発売された。

## 解説
各レコード会社から発売されている『ゴールデン☆ベスト』シリーズとしてリリースされ、主に弾き語りで歌われる楽曲を集めたベスト・アルバムで、CBS・ソニー在籍時（一部はフォーライフから発表された楽曲も含まれている）の楽曲を中心にセレクトされている。そのため、よしだたくろう名義で発売された。

## 収録曲
| #   | タイトル                                                                             | 作詞                         | 作曲     | 編曲     | 時間 |
| --- | ------------------------------------------------------------------------------------ | ---------------------------- | -------- | -------- | ---- |
| 1.  | 「高円寺」(『元気です。』より)                                                       | 吉田拓郎                     | 吉田拓郎 | -        | 1:27 |
| 2.  | 「ガラスの言葉」(『元気です。』より)                                                 | 及川恒平                     | 吉田拓郎 | -        | 3:03 |
| 3.  | 「青春の詩」(『青春の詩』カセットテープより)                                         | 吉田拓郎                     | 吉田拓郎 | -        | 5:27 |
| 4.  | 「花嫁になる君に」(『人間なんて』より)                                               | 岡本おさみ                   | 吉田拓郎 | -        | 2:18 |
| 5.  | 「馬」(『元気です。』より)                                                           | 吉田拓郎                     | 吉田拓郎 | -        | 1:14 |
| 6.  | 「制服」(『伽草子』より)                                                             | 岡本おさみ                   | 吉田拓郎 | -        | 5:57 |
| 7.  | 「ある雨の日の情景」(『人間なんて』、シングル「結婚しようよ」B面より)                | 伊庭啓子、吉田拓郎（補作詞） | 吉田拓郎 | -        | 1:39 |
| 8.  | 「蒼い夏」(『伽草子』より)                                                           | 岡本おさみ                   | 吉田拓郎 | -        | 3:03 |
| 9.  | 「おやじの唄」(シングル「旅の宿」B面より)                                            | 吉田拓郎                     | 吉田拓郎 | -        | 4:24 |
| 10. | 「リンゴ」(『元気です。』より)                                                       | 岡本おさみ                   | 吉田拓郎 | -        | 1:50 |
| 11. | 「旅の宿（アルバム・バージョン）」(『元気です。』より)                               | 岡本おさみ                   | 吉田拓郎 | -        | 2:32 |
| 12. | 「今日までそして明日から」(『青春の詩』、シングル「今日までそして明日から」A面より)  | 吉田拓郎                     | 吉田拓郎 | -        | 3:01 |
| 13. | 「長い雨の後に」(『伽草子』より)                                                     | 吉田拓郎                     | 吉田拓郎 | -        | 2:47 |
| 14. | 「人間なんて」(『人間なんて』より)                                                   | 吉田拓郎                     | 吉田拓郎 | -        | 2:05 |
| 15. | 「祭りのあと」(『元気です。』より)                                                   | 岡本おさみ                   | 吉田拓郎 | -        | 4:18 |
| 16. | 「BLOWIN' IN THE WIND」(企画盤『クリスマス』より)                                    | B.Dylan                      | B.Dylan  | -        | 2:56 |
| 17. | 「大いなる」(『大いなる人』より)                                                     | 吉田拓郎                     | 吉田拓郎 | -        | 2:25 |
| 18. | 「ロンリー・ストリート・キャフェ」(『サマルカンド・ブルー』より)                     | 安井かずみ                   | 加藤和彦 | 加藤和彦 | 2:34 |
| 19. | 「マークII」(『オン・ステージ ともだち』より)                                        | 吉田拓郎                     | 吉田拓郎 | -        | 3:01 |
| 20. | 「されど私の人生」(『オン・ステージ ともだち』より)                                  | 斉藤哲夫                     | 斉藤哲夫 | -        | 4:40 |
| 21. | 「イメージの詩」(『オン・ステージ ともだち』より)                                    | 吉田拓郎                     | 吉田拓郎 | -        | 7:12 |
| 22. | 「ともだち」(『オン・ステージ ともだち』、シングル「今日までそして明日から」B面より) | 吉田拓郎                     | 吉田拓郎 | -        | 4:11 |
| 23. | 「落陽（Acoustic Version）」(『コンプリート拓郎ツアー1979』より)                     | 岡本おさみ                   | 吉田拓郎 | -        | 3:12 |

※19曲目〜23曲目はライブ・バージョン